# Міль бобова
Міль бобова (Aproaerema anthyllidella) — вид лускокрилих комах з родини виїмчастокрилі молі (Gelechiidae).

## Поширення
Вид поширений в Європі, Північній Америці, Ірані та Середній Азії.

## Опис
Розмах крил 10-12 мм. Передні крила темно-сланцеві, часто з блідим вкрапленням; стигмати ледве помітні, згинаються, за ними слід з білувато-охристих крапок; невелика білувато-охриста трикутна пляма, зазвичай дещо скошена назовні, на кості в 2/3, іноді застаріла; часто дуже маленька білувато-вохриста пляма на торнусі навпроти; жилка 6 виступає з 7. Задні крила досить світло-сірі.
Личинка чорнувато-сіра; 2-4 дорсальні лінії і сегментарні розрізи невиразно білуваті; дихальцевий ряд складається з білуватих плям; голова і пластина 2 чорні.

## Спосіб життя
Імаго літають з травня по червень і знову з серпня по вересень у двох поколіннях на рік. Личинки живляться на різних видах трав'янистих бобових рослинах. Личинки першого покоління мінують листя рослини-господаря. Вони утворюють невелику пляму повної глибини, часто з розширеннями. Фрас зосереджений в одному кутку шахти. Личинки старшого віку живуть вільно серед скручених листків, але вони все ще можуть час від часу створювати крапкові міни, харчуючись тканиною листя з маленького отвору.

## Підвиди
- Aproaerema anthyllidella anthylidella
- Aproaerema anthyllidella elachistella (Stainton, 1859)